# Breton Wikipédia
A Breton Wikipédia (breton nyelven: Wikipedia Brezhoneg)  a Wikipédia projekt breton nyelvű változata, egy szabadon szerkeszthető internetes enciklopédia. 2004 júniusában indult és 2008 augusztusában már több mint 20 000 szócikket tartalmazott.
Ezzel az összes Wikipédia szócikkeinek számát tekintve a breton nyelvű az 56. helyen áll. A Breton Wikipédia a legnagyobb a kelta nyelvekhez tartozó Wikipédiák közül.
A Breton Wikipédiának 5 adminja, 83 519 felhasználója van, melyből 93 fő az aktív szerkesztő. A lapok száma (beleértve a szócikkeket, vitalapokat, allapokat és egyéb lapokat is) 156 708, a szerkesztések száma pedig 2 133 346.

## Mérföldkövek
- 2004 - elindul az oldal
- 2004. június. - Elindul a breton Wikipédia.
- 2008. augusztus. - Elkészül a 20 000. szócikk.
- Jelenlegi szócikkek száma: 88 019

## Külső hivatkozások
- A Wikipédia statisztikája
- Breton Wikipédia